# Krombia harralis
Krombia harralis is een vlinder uit de familie van de grasmotten (Crambidae).  De wetenschappelijke naam van de soort is voor het eerst gepubliceerd in 1911 door Pierre Chrétien.
De soort komt voor in Noord-Afrika.